# Lusus Troiae

Desen pe un oinochoë etrusc cu o legenda pe care se citește Truia, cumva cu trimitere spre jocurile Troiei

Labirint cretan

Lusus Troiae („Jocul Troiei”) a fost un eveniment ecvestru care se desfășura în Roma antică. Făcea parte din ludi publici („jocurile publice”) care celebrau funeraliile imperiale, construcția unui templu sau se organiza în onoarea unei victorii militare. Lusus Troiae era prezentat ocazional la Jocurile Seculare (Ludi Saeculares, care aveau un rol propagandistic extrem de important deoarece glorificau fondarea Romei. Acestea au fost ținute de 7 ori: în 17 a. Chr., 47 p. Chr., 88, 147-148, 203, 248 și 262.) denumite și Ludi Terentini (ludi Terentini au fost instituite, conform tradiției, după alungarea regilor Tarquini, respectiv în anul 504 î. H., celebrarea lor revenind ginții de origine sabină Valeria, dar ele erau de origine etruscă. Se desfășurau la un saeculum (100 sau 110 ani), marcând sfârșitul unui ciclu istoric și debutul altuia), dar nu a fost atașat în mod regulat unui festival religios special .
Participarea era un privilegiu pentru băieții din nobilime (nobiles). Era o prezentare a însușirilor personale, nu un concurs.

## Descriere
O descriere completă a exercițiilor este dată de Publius Vergilius Maro în Eneida 5.545–603, ca eveniment final organizat în jocurile de comemorare a morții tatălui lui Aeneas, Anchises. Evenimentul consta din trei escadroane (turmae) — fiecare alcătuit din doisprezece călăreți, un conducător și doi purtători de armură — care efectuau exercițiile complicate călare:
 … Coloana se desparte 
 În trei escadroane, toate în formație
 Se întorc spre stânga și la dreapta; înapoi
 Își ridică lăncile pentru o șarjă. 
 Ei formează apoi o paradă și o contra-paradă, 
 Cele două detașamente, se întrec în arenă, 
 Încercând să se dea afară unii pe ceilalți,
 [...] apoi se încheie un armistițiu 
 Și călăresc împreună. Deci, complicat... 
 În timpurile străvechi, în munții Cretei, spun ei 
 Labirintul, dintre ziduri și întuneric, 
 încrucișa o mie de drumuri, 
 Creat cu viclenie, un labirint de netrecut, 
 Distrugând orice indiciu către ieșire. 
 Complicat deci, pentru băieții Troiei 
 Care i-au împletit modelul în antrenamentele călare, 
 Gândit, în sport, în exerciții spirituale și în jocuri …
Aceste manevre complexe de întrepătrundere realizate ca o prezentare de echitație erau caracteristice paradelor cavaleriei romane. Scriitorul militar grec Arrian le descrie în cartea sa Arta tacticii militare (Techne Taktikē) unde spune că acestea provin din unități de cavalerie ne-romane din rândul auxiliarilor romani (auxilia), în special gali (celții continentali) și iberici.
Jocul Troiei, cu toate acestea, era pur ceremonial și îi implica numai pe cei care erau prea tineri pentru serviciul militar.

## Istorie și origine
Lusus Troiae a fost "reînviat" de Iulius Caesar în 45 sau în 46 î.Hr., posibil datorită faptului că familia sa pretindea că se trage din Iulus (fiul lui Aeneas), cel care în jocurile Aeneide călărea un cal care era un cadou de la regina cartagineză Dido. Atribuindu-i însușiri mitologice, descrierea Lusus Troiae din Eneida este posibil să fi fost o etiologie a unui poet august fictiv. Istoric, evenimentul nu putea avea loc înaite de Sulla, și există îndoieli că acel lusus prezentat în timpul lui Sulla era Jocul Troiei. Un eveniment similar a avut locul în timpul Ludi Romani în timpul celui de-al doilea război punic este la fel nesigur pentru o perioada așa timpurie.

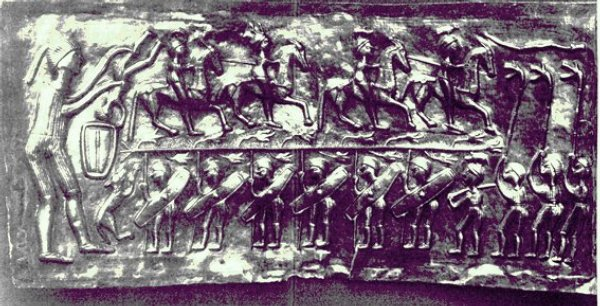
Imagine de pe Vasul Gundestrup deseori interpretată ca reprezentând un ritual de inițiere ecvestră.

Detaliu al unui desen (infanterie) de pe un oinochoë (cupă de vin) etrusican.

Pretenția că evenimentul se întinde înapoi cel puțin până în secolul al VII. î.Hr. se bazează în parte pe o cupă de vin (oinochoë) târzie etrusciană din sec. al VII-lea de la Tragliatella (lângă Caere), care înfățișează tineri călăreți lângă un labirint cu legenda TRUIA, posibil cu trimitere către Troia Vergil explicitly compares the patterns of the drill to the Cretan Labyrinth, which was associated with the geranos ("crane dance") taught by Theseus to the Athenian youth he rescued from the Minotaur there. In myth and ritual, the labyrinth, and hence the lusus, has been interpreted as "a return from danger, a triumph of life over death," or more specifically as an initiation ritual. The geranos of Theseus serves as a "mythic prototype for the escape of initiates from the rigors of initiation"; the feet of the shield-bearers on the Truia wine-server may suggest dance steps. Initiation iconography similar to that of the Etruscan oinochoë is found on a panel of the Gundestrup Cauldron, generally regarded as presenting Celtic subject matter with a strong Thracian influence in workmanship. It may not be irrelevant that at least one of the Celtic polities of central Gaul, the Aedui, claimed like the Romans to be of Trojan descent and were formally recognized by the Roman senate as the "brothers" as well as the allies of Rome long before they were incorporated into the empire.
The Etruscan designation of the game as "Truia", if that is what the vase depicts, may be a play on words, as truare means "to move," with a specialized sense in the vocabulary of weaving: it has been argued that the lusus Troiae is the "running thread game," intended to repair the "social fabric" of Rome after the recent civil wars. Vergil uses two forms of the verb "to weave" to describe the equestrian movements, and in some versions of the Theseus myth, the hero's return from the labyrinth is made possible by following a daedalean thread provided by Ariadne.
Augustus established the lusus Troiae as a regular event. Its performance was part of a general interest in Trojan origins reflected also in the creation of the Tabulae Iliacae or "Trojan Tablets," low reliefs that illustrate scenes from the Iliad and often present text in the form of acrostics or palindromes, suggesting patterned movement or literary mazes.
The young Tiberius led a turma at the games celebrating the dedication of the Temple of the Divine Julius, 18 August 29 BC. The lusus was also performed at the dedication of the Theater of Marcellus in 13 BC, and of the Temple of Mars Ultor, 1 August 2 BC. The children in eastern dress on the Ara Pacis have sometimes been interpreted as Gaius and Lucius Caesar in "Trojan" garb for the game in 13 BC. The Troy Game continued to be staged under other emperors of the Julio-Claudian dynasty. Seneca mentions the event in his Troades (line 778), and Nero participated in 47 A.D, at the age of nine.